# Aleksej Mozgovoj
Alekséj Borísovič Mozgovój (in russo Алексе́й Бори́сович Мозгово́й?, in ucraino Олексі́й Бори́сович Мозгови́й?, Oleksij Borisovyč Mozhovyj; Nizhnyaya Duvanka, 3 aprile 1975 – Mykhailivka, 23 maggio 2015) è stato un militare ucraino, comandante dei ribelli dell'autoproclamata Repubblica Popolare di Lugansk (RPL), dislocata nel territorio del oblast ucraino di Luhans'k. È stato il comandante e creatore della Brigata Prizrak. Venne assassinato nell'oblast di Lugansk: mandanti ed esecutori non sono stati identificati.

## Biografia
Mozgovoj è nato nel villaggio Nizhnyaya Duvanka, Svatove Raion, oblast' di Lugansk, situato nell'Ucraina orientale. Mozgovoj è cresciuto a Svatove, dove faceva parte del coro locale "Cosacchi di Svatove". Poco prima del conflitto del 2014 nell'est Ucraina, Mozgovoj lavorava come cuoco a San Pietroburgo e scriveva poesie.
Nel 2014, durante il conflitto nell'est Ucraina, è diventato il comandante della formazione militare chiamata Brigata Prizrak, inquadrata nelle Forze separatiste del Donbass. Inizialmente il nome del gruppo militare era conosciuto con il nome di Cosacchi di Antracyt. Mozgovoj era alleato con Igor Girkin, il Ministro della difesa della Repubblica Popolare di Donetsk, conosciuto per alcune lotte intestine con altri ribelli della RPL.

## Politica
La Brigata Prizrak stava avendo problemi di rifornimento a causa del suo rifiuto di unirsi alla struttura statale della RPL. Mozgovoj, insieme al collega Andrey Kozlov e ad Anna Samelyuk, decisero di entrare in politica e, con l'assistenza dell'OSCE, inviarono una richiesta per iscrivere un partito politico chiamato Narodnoye vozrozhdeniye (Rinascita Nazionale) alle autorità di Kiev. La richiesta non fu inviata alla RPL poiché tale procedura legale per la registrazione dei partiti non esisteva ancora nella repubblica popolare. La richiesta è stata ricevuta dal Ministero della giustizia ucraino il 5 maggio, ed è stata accettata l'8 maggio, divenendo così il primo e unico partito politico dei territori ribelli registrato in Ucraina, e l'unico che riconoscerà legalmente stando agli accordi di Minsk II. Lo stesso 8 Maggio, si era svolto il forum antifascista AIS (Antifascismo, internazionalismo e solidarietà) nella città di Alchevsk (RPL), dove parteciparono circa 100 invitati, inclusi membri dell'OSCE.
Nella sera, gli invitati sono venuti a conoscenza della registrazione del nuovo partito. Il giorno successivo, il 9 maggio, le autorità della RPL negano a Mozgovoj il permesso di svolgere la parata della Giornata della Vittoria. Dei tre fondatori del nuovo partito, l'unico in vita, Andrej Kozlov, è stato arrestato dalle autorità della RPL il giorno successivo. Dopo diversi mesi dall'arresto, la sua famiglia e i suoi amici hanno perso ogni contatto. Il luogo della sua detenzione e il suo stato di salute sono attualmente sconosciuti.

## Morte
Mozgovoj è stato ucciso il 23 maggio 2015 all'età di 40 anni in un'imboscata su una strada tra Luhans'k e Alčevs'k, quartier generale della Brigata Prizrak. La sua segretaria Anna Samelyuk, l'autista, e sei guardie del corpo sono rimaste uccise. La vettura del comandante è stata assaltata con IED e armi da fuoco.
Due mesi prima era sopravvissuto ad una simile imboscata e pubblicò un video sul canale YouTube della Brigata dove dichiarava di non temere la morte.
Mozgovoj è stato sepolto nel cimitero di Alčevs'k il 27 maggio 2015.

### Speculazioni sulla morte
Il servizio stampa della RPL ha attribuito l'attacco a sabotatori non identificati. I leader rimanenti della Brigata Prizrak hanno dichiarato che alcuni commando ucraini sarebbero responsabili, e hanno chiesto ai loro sostenitori di non diffondere dicerie non verificate. Anton Gerashchenko, consigliere del Ministro degli affari interni ucraino, ha dichiarato che Mozgovoj è stato assassinato dagli specnaz russi della GRU.
Alcuni giornalisti, politici e attivisti filo-russi hanno attribuito l'omicidio al governo della "LPR", che Oleksij Mozgovyj ha accusato direttamente, alla vigilia del omicidio, di tradimento e collusione con le autorità di Kiev.

## Poesie
i becchini scavano facilmente.

E gli usignoli canteranno,

l'ultima volta, così meravigliosamente.
Nel frastuono delle tempeste di maggio,

invece di funerali tristi...

E la pioggia, al posto delle lacrime,

laverà via la tristezza dei ricordi.
Il tumulo mi accoglierà,

sotto una coltre di erba verde.

Anche se non ci sarà una croce,

in mezzo a betulle stanche.
Sotto il fruscìo delle nuove foglie,

che hanno appena preso vita.

Mentre non c'è più erba grigia,

e soltanto, solo tutto si risveglia.
Non è male morire di maggio...

Riposare nella freschezza primaverile.

Anche se non sono riuscito a fare tutto,

ma non ci sono dubbi...
Non è male morire di maggio.»
(Aleksej Mozgovoj, Non è male morire di maggio, 1 giugno 2013)